# Oikos (forntida grekiska)
Det forntida grekiska ordet oikos (forntida grekiska: οἶκος, flertal: οἶκοι; jfr. prefix: eko- för ekologi och ekonomi) avser tre relaterade, men distinkta begrepp: familjen, familjens egendom och hushållet. Dess betydelse förskjuts dock ofta i texter, vilket kan orsaka begreppsförvirring.

## Begreppets betydelse
Oikos var samhällets grundläggande enhet i de flesta grekiska stadsstater. I klassisk grekiska hänvisar oikos, i familjesammanhang, till en arvslinje mellan far och son som löper från generation till generation. Däremot kan termen som Aristoteles använde den i Politiken även hänvisa till alla som bor i ett visst hus. Stora oikoi hade också underlydande gårdar som vanligen sköttes av slavar och utgjorde den grundläggande jordbruksenheten i den forntida ekonomin. 
Traditionella tolkningar av utformningen av oikos i antikens Aten har delats in i männens och kvinnornas utrymmen, med ett område känt som gynaikon eller gynaikonit förknippat med kvinnosysslor såsom matlagning och textilarbete och ett område uteslutande för män som kallades andron. I Försvarstal för mordet på Eratosthenes sades kvinnorummen vara belägna ovanför männens rum, medan de i Xenofanes beskrivning ligger intill varandra.
Nyare forskning från historiker som Lisa Nevett och Lin Foxhall har argumenterat för en mer flexibel inställning till rummens användning, med rum som inte bara har en enda fast funktion, och att det kanske inte var så enkelt som att vissa rum var till för män och andra för kvinnor. De hävdar att man istället för att dela hushållsutrymmet i manliga och kvinnliga områden, bör se på områden som privata eller offentliga. I denna modell var privata områden begränsade till familjen, medan offentliga områden var öppna för besökare, men inte för hushållets kvinnor.

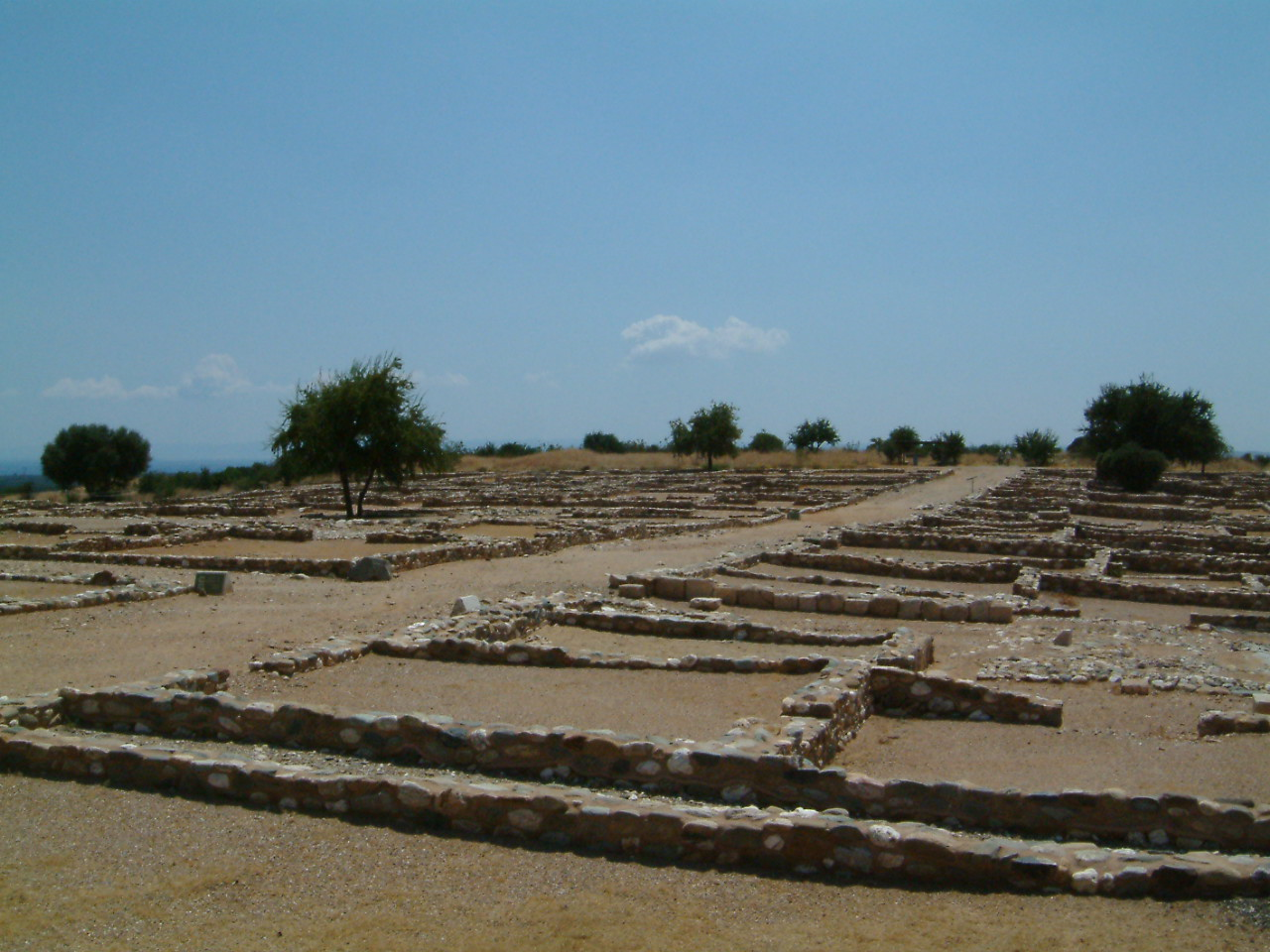
En del av utgrävningen vid Olynthos. Rutnätet med rektangulära hus med regelbundna storlekar kan urskiljas.

I Olynthos och Halieis var stadsplanerna i den klassiska staden rätlinjiga. Därmed hade hus regelbundna former och storlekar. I Aten verkar däremot husen ha uppvisat en större variation i sin storlek och utformning. Under den klassiska perioden organiserades hus som sedremera grävts ut från Olynthos runt en innergård med en kolonnad.  Likaså husen utgrävda på Halieis i Argolis, där de flesta av husen verkar ha haft en enda ingång som ledde till en innergård. Nevett beskriver också tre byggnader som grävts fram på Thassos som på liknande sätt har uppförts runt en innergård.
En minoritet av de utgrävda husen har spår av trappor, vilket visar att dessa definitivt hade övervåningar, medan det är oklart huruvida övriga hus i Olynthos ska ha haft flera våningar. Försvarstalet för mordet på Eratosthenes visar också på att åtminstone vissa hus i Aten hade en övervåning. Ingångarnas utfromning på Olynthos tyder på att de kan ha byggts för att förhindra förbipasserande från att se in i huset.

## Familjen

### Män
En man var hushållets överhuvud (grekiska:kyrios, κύριος). Kyriorna var ansvariga för att representera sin oikos intressen gentemotstadsstaten och tillhandahålla rättsligt skydd för de kvinnor och minderåriga med vilka han delade sitt hushåll. Ursprungligen skulle kyriorna hos en oikos ha varit make och far till avkomman. Men när några legitima söner nådde vuxen ålder, kunde kyrios roll i många fall överföras från fadern till nästa generation. När en son fick sin del av arvet, antingen före eller efter att hans far dog, sades han ha bildat en ny oikos. Därför bildades nya oikoi varje generation och skulle fortsätta att göra så genom äktenskap och avkomma.
Förhållandet mellan far och son var i sin tur bundet till överföringen av familjens egendom: en legitim son kunde förvänta sig att ärva sin fars egendom och var i gengäld genom lag skyldig att försörja sin far på ålderns höst. En son av Aten som inte tog hand om sina föräldrar kunde åtalas och riskerade vid fällande dom förlust av sina medborgarrättigheter. Dessutom var arvingen också vara skyldig att utföra vissa riter vid den avlidnes begravning och fortsätta att utföra årliga minnesriter. Detta var ett oerhört viktigt åtagande för Atenarna, som var omvittnat fromma.S öner var dock inte tvungna att underhålla sina fäder på ålderns höst om fadern inte i sin tur hade ordnat så att sonen fått möjlighet att lära sig ett yrke.

### Kvinnor
Där män var en del av både stadsstaten och oikos, hade kvinnor en roll endast i oikos. I Aten hade även de kvinnor med medborgarstatus färre rättigheter än de manliga medborgarna. De hade inga politiska rättigheter och kunde inte medverka i stadsstatens politiska styrning. De tilläts endast bedriva begränsad affärsverksamhet samt var även föremål för stora begränsningar vad gällde innehav och arv av egendom. Alla kvinnors verksamhet bedrevs å hennes vägnar av en make eller far.
Atens arvslagar prioriterade män framför lika närbesläktade kvinnor. Döttrar i frånvaro av söner ärvde inte alls, utan följde med boet som epikleroi. Istället för arvsrätt erhöll döttrar en hemgift.
I Sparta kunde kvinnor äga och ärva egendom. Äktenskapet arrangerades för kvinnan av hennes far eller en alternativ manlig vårdnadshavare. 

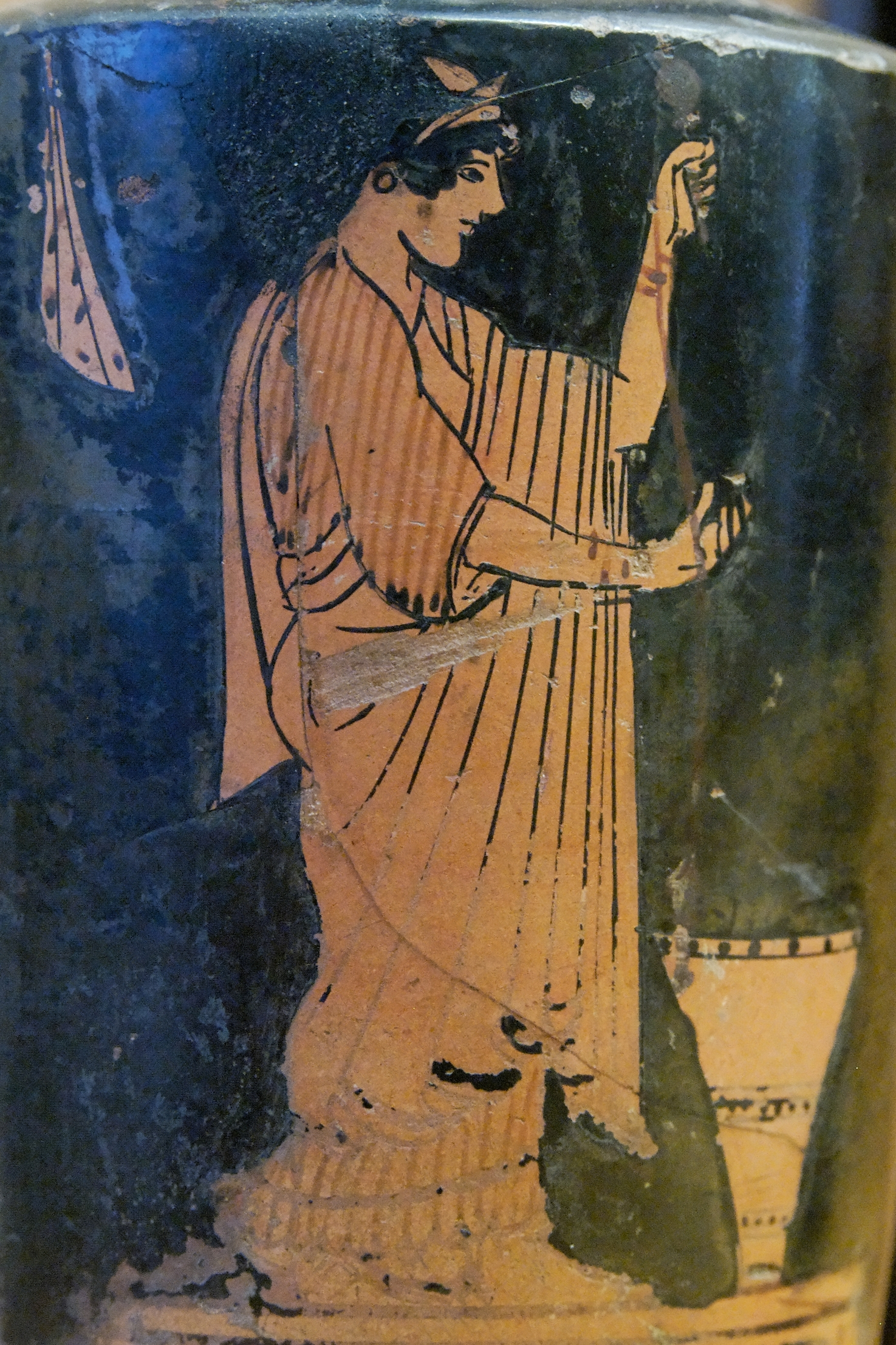
En kvinna som spinner, ca.480-470 fvt. Nu i det regionala arkeologiska museet i Palermo.

I hemmet hölls kvinnor segregerade i egna kvarter, kallade gynaikonit, och var praktiskt taget osynliga. De var bara ansvariga för sina oikos, vilket inkluderade att tillhandahålla slavar och barn, ta hand om sjuka, laga mat, städa och sy kläder. Mycket av detta arbete, åtminstone i rika familjer, utfördes av slavar, där i alla fall de atenska kvinnorna till stor del hade en tillsynsroll. 
Kvinnor lämnade sällan huset, och gjorde de det skulle de åtföljas av kvinnliga slavar. Kvinnor gick till brunnarna för att hämta vatten och för att handla, men detta gjordes främst av slavar och av fattigare kvinnor utan slavar. Äldre kvinnor och änkor hade mer frihet, liksom Spartas fruar. Hustrur i Sparta tilläts också dricka alkohol, vilket var förbjudet för kvinnor i de flesta andra stadsstater. Som framgår av tidens litteratur observerades dock denna standard sällan. Fattigare kvinnor utförde arbete, inklusive att sälja varor på marknaden, spinna ull, baka bröd, jordbruksarbete, agera som amma eller arbeta tillsammans med sina män. Det var inte möjligt i sådana hushåll att separera män från kvinnor. Fattiga änkor var ofta tvungna att arbeta om de inte hade några andra sätt att få ekonomiskt stöd.
Inom religion spelade kvinnor en viktig roll, bland annat hade de en dominerande roll vid begravningar, bröllop och ett stort antal offentliga festivaler. Det fanns många prästinnor, och kvinnor hade också sina egna festivaler. Vid vissa festivaler tros det dock att kvinnor inte var närvarande. 

## Modern sociologi
Termen oikos används numer för att beskriva sociala grupper.  Man kan vara bekant med hundratals människor, men kvalitetstiden som tillbringas med andra är extremt begränsad: endast de  de närmsta, vilka man spenderar mycket tid tillsammans med kan sägas vara en del av en oikos. Varje individ har en primärgrupp som inkluderar släktingar och vänner som förhåller sig till individen genom arbete, rekreation, hobbyer eller genom att vara grannar. De moderna oikos inkluderar emellertid människor som delar någon slags social interaktion, vare sig det är genom konversation eller enkel relation, åtminstone en timme per vecka. 
Termen oikofobi används för att hänvisa till rädsla för hemmet eller hushållsapparater. Det har utvidgats av filosofen Roger Scruton till att avvisa den traditionella kulturen. 